# Taylor Washington
Taylor Washington (* 6. Mai 1993 in Philadelphia, Pennsylvania als Taylor Ellis-Watson) ist eine US-amerikanische Sprinterin.

## Sportliche Karriere
Taylor Washington begann im Alter von 12 Jahren mit der Leichtathletik. Sie besuchte bis 2011 die Springside School. Danach besuchte sie die University of Pittsburgh, ehe sie nach zwei Jahren an die University of Arkansas wechselte, da dort bessere Trainingsbedingungen herrschten. Sie gewann einige nationale Medaillen und nahm 2016 an der nationalen Olympiaqualifikation in Eugene teil. Trotz persönlicher Bestzeit von 50,81 Sekunden über 400 Meter reichte es nicht für einen Einzelstartplatz. Allerdings wurde sie für die Staffel nominiert. Bei den Olympischen Spielen 2016 in Rio de Janeiro startete sie in den Vorläufen im 4-mal-400-Meter-Staffelrennen. Obwohl Washington nicht im Finale startete, erhielt sie als Teil der Staffelmannschaft eine Goldmedaille für den Sieg im Finale.